# Templo de Hércules Pompeiano
Templo de Hércules Pompeiano (em latim: Aedes Herculis Pompeiani) era um templo dedicado a Hércules na antiga Roma, localizado perto do Circo Máximo. Vitrúvio (III.3.5) conta que era um templo toscano e, segundo Plínio, abrigava uma estátua do semideus esculpida por Míron. O epíteto "Pompeiano" pode indicar ou que o edifício era antes um edifício construído pela família Pompeu ou que foi restaurado por Pompeu Magno. Ele aparentemente está relacionado às fundações em tufo da era republicana descobertas abaixo da igreja de Santa Maria in Cosmedin.